# Andreas Hoppe (General)

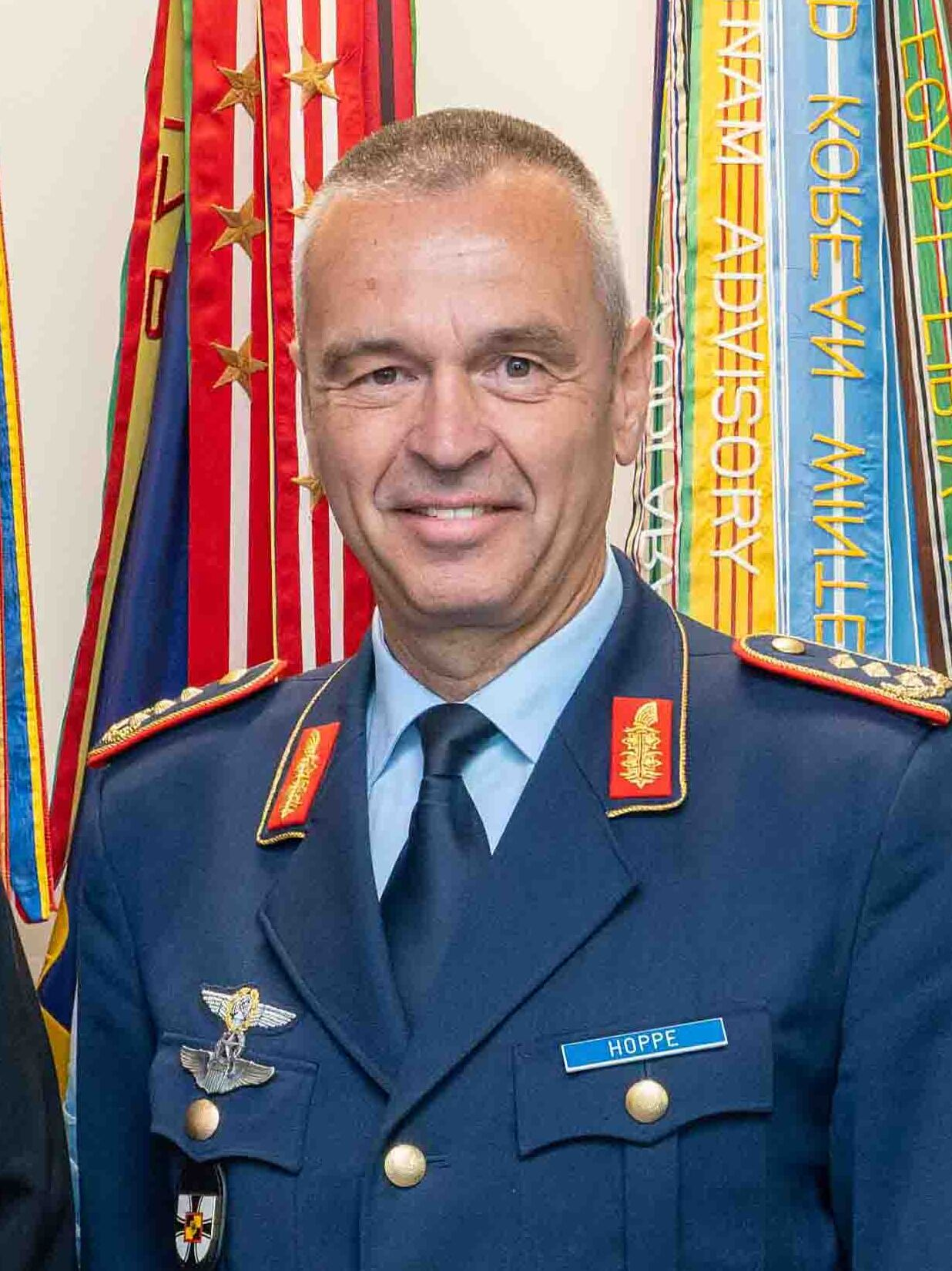
Andreas Hoppe (2024)

Andreas Leonhard Hoppe (* 1965 in Berlin) ist ein Generalleutnant der Luftwaffe der Bundeswehr im einstweiligen Ruhestand. Er war in seiner letzten Verwendung bis zum 10. Juli 2025 Stellvertreter des Generalinspekteurs der Bundeswehr im Bundesministerium der Verteidigung in Berlin.

## Militärische Laufbahn

### Ausbildung und erste Verwendungen
Hoppe absolvierte ein Studium der Elektrotechnik an einer Universität der Bundeswehr sowie die Ausbildung zum Luftfahrzeugführer beim Euro-NATO Joint Jet Pilot Training (ENJJPT) Program auf der Sheppard Air Force Base in den USA. Danach hatte er verschiedene fliegerische Verwendungen (unter anderem beim Jagdbombergeschwader 34 in Memmingen).

### Verwendungen als Stabsoffizier
1997 bis 1999 absolvierte Hoppe den 42. Generalstabslehrgang Luftwaffe an der Führungsakademie der Bundeswehr in Hamburg, wo er zum Offizier im Generalstabsdienst ausgebildet wurde. Im Anschluss wurde er 1999 Staffelchef der 2. Fliegenden Staffel des Jagdbombergeschwaders 31 in Nörvenich. Es folgte 2002 eine Stabsverwendung bei der 2. Luftwaffendivision in Birkenfeld, 2005 ein Einsatz als Dozent an der Führungsakademie der Bundeswehr in Hamburg sowie von 2008 bis Juli 2010 eine Verwendung als Adjutant beim stellvertretenden Generalinspekteur der Bundeswehr, Generalleutnant Johann-Georg Dora. Von 8. Juli 2010 bis 19. Dezember 2014 war Hoppe, wie bereits sein Vater 1988, Kommodore des Jagdbombergeschwaders 31 bzw. des Taktischen Luftwaffengeschwaders 31 „Boelcke“ in Nörvenich. Es folgte eine Verwendung als Referatsleiter Führung Streitkräfte I 5 (Dauereinsatzaufgaben Inland (See/Luft); Grundsatz Flugbetrieb und militärischer SAR-Dienst; Koordinierende Führung LufABw; Nutzung Weltraum; Territoriale Flugkörperabwehr) im Bundesministerium der Verteidigung in Bonn.

### Dienst als General
Zum 1. Juli 2018 wurde Hoppe, als Nachfolger von Brigadegeneral Stefan Scheibl, Leiter Bereich Luft im Luftwaffentruppenkommando in Köln. Hier erhielt er auch die Ernennung zum Brigadegeneral. Zum 1. April 2021 wurde Hoppe, als Nachfolger von Kay-Achim Schönbach, Stellvertreter des Abteilungsleiters Strategie und Einsatz im Bundesministerium der Verteidigung im Bendlerblock in Berlin. Auf diesem Dienstposten wurde er auch zum Generalmajor befördert. Zum 1. Februar 2024 wurde die Abteilung in Militärstrategie, Einsatz und Operationen umbenannt.
Hoppe wurde zum 1. April 2024 Stellvertreter des Generalinspekteurs der Bundeswehr als Nachfolger von Markus Laubenthal und gleichzeitig zum Generalleutnant befördert.
Im April 2025 berichtete Business Insider, dass er geheime Affären gehabt bzw. mehrfach Liebe zu unterschiedlichen Frauen bekundet haben soll. Er verabredete sich zu Hotelbesuchen, plante gemeinsame Reisen und verschickte teils identische Nachrichten oder Fotos an mehrere Frauen – mit nur wenigen Stunden Abstand. Solche privaten Verstrickungen gelten in sicherheitsrelevanten Positionen als mögliches Sicherheitsrisiko.
Am 10. Juli 2025 wurde Hoppe in den einstweiligen Ruhestand (§ 50 Soldatengesetz) versetzt.

## Privates
Hoppe ist der Sohn von Joachim Hoppe, der 1988 das Jagdbombergeschwader 31 Boelcke als Kommodore führte. Hoppe ist verheiratet und hat zwei Töchter. Er war im Jahre 2020 einer der stellvertretenden Vorsitzenden im Vergabeausschuss der Deutschen Härtefallstiftung.